# Londra (Michele Cascella)
Londra è un dipinto di Michele Cascella. Eseguito nel 1929, appartiene alle collezioni d'arte della Fondazione Cariplo.

## Descrizione
Si tratta di uno scorcio di un parco londinese, in cui l'attenzione del pittore è al disegno più che alla campitura, appena accennata tramite leggeri veli di acquarello.

## Storia
Il disegno venne realizzato nel 1929, durante il soggiorno londinese che aiutò Cascella ad affermarsi al di fuori dei confini nazionali. Venne acquistato dal Credito di Venezia e del Rio de la Plata e confluì quindi nel patrimonio dell'Istituto Bancario Italiano nel 1972, e della Fondazione Cariplo del 1991.